# لابی (فیلم)
لابی ( فیلم سینمایی ) فیلمی به کارگردانی محمد پرویزی، تهیه‌کنندگی امیر شهاب رضویان   محصول سال ۱۳۹۵ ایران است.وضعیت اکران  مشخص نیست.

## خلاصه داستان
این فیلم اجتماعی روایت کننده داستان زندگی افرادی است که در یک هتل مستقر می‌شوند و قصه هر کدام از آن‌ها، اتاق به اتاق روایت می‌شود؛ لابی روایت آدم‌هاییست که آمده‌اند چند صباحی بمانند و بروند، گاهی از کنار هم بی‌تفاوت می‌گذرند، و گاهی می‌مانند، هر مسافر قصه‌ای دارد...

## بازیگران
- شهاب حسینی
- مصطفی زمانی
- ساره بیات
- مهرداد صدیقیان
- سحر دولتشاهی
- بهنوش طباطبایی
- پگاه آهنگرانی
- شهرام حقیقت دوست
- هستی مهدوی فر
- آزاده صمدی
- آرمان درویش
- علیرضا آقاخانی
- سارا منجزی
- مهسا همتی
- سنبل اعظمی
- الهام جعفرنژاد
- ارسلان امینیان
- آناهیتا پیرایش
- ﺁﺩﺭﯾﻨﺎ توﺷﻪ